# بلایای طبیعی و شیوه رسم نقشه خطر بلایا

## تعریفی از بلایای طبیعی
بلایای طبیعی، به مجموعه ای از حوادث زیانبار گفته می شود، که منشاء انسانی ندارند. این حوادث معمولاً غیرقابل پیش بینی بوده یا حداقل از مدت های طولانی قبل نمی توان وقوع آن ها را پیش بینی نمود.
بلایای طبیعی دارای انواع گوناگونی است. زلزله، سیل، طوفان، گردباد، سونامی، تگرگ، بهمن، رعد و برق، تغییرات شدید درجه حرارت، خشکسالی و آتشفشان نمونه هایی از بلایای طبیعی هستند. برخی از بلایای طبیعی، به طور غیر مستقیم، ناشی از عملکردهای انسانی هستند. برای مثال بلایای ناشی از افزایش آلودگی هوا یا گرم شدن زمین و همچنین سیل ناشی از تخریب جنگل ها به دست انسان از این جمله اند.

## محل‌های کم‌خطر و پرخطر در موقع زلزله و سیل

### این دو جای کم‌خطر مهم را هنگام زلزله به یاد داشته باشید
زیر یک میز یا حائل غیرشیشه‌ای محکم , کنار دیوار حامل (دیوارهایی که بار ساختمان روی آن‌هاست)

### جاهای پرخطر مهم ساختمان در موقع زلزله
کنار اشیای شیشه‌ای و پنجره‌ها , درهای خروجی , دیوارهای غیرحامل (دیوارهای خارجی) , چیزهایی که احتمال سقوط دارد مثل لوستر یا تزئینات منزل , آسانسور

### در مورد سیل، بعضی نقاط پرخطر، این مکان‌ها هستند
حریم رودخانه‌ها , جویبارها، آبگذرها و دره‌ها , نقاط کم ارتفاع

## نحوه رسم نقشه خطر بلایا
1. اول مخاطرۀ مورد نظر را انتخاب کنید.
2. نقشۀ‌خطر را رسم کنید.[۱]

### روش رسم نقشه خطر زلزله
1. نقشه خانه (محل سکونت) خودتان شامل دیوارها , در ورودی , هال و پذیرایی , اتاق خواب , آشپزخانه , دستشویی و ... را ترسیم کنید.
2. جای اجسام بزرگ (مانند یخچال , فریزر , قفسه ها و ...) و اجزایی که در اثر زلزله ممکن است سقوط کنند را مشخص کنید.
3. نقاط پرخطر را باعلامت ضربدر قرمز رنگ و نقاط امن برای پناه گرفتن را با علامت به علاوه سبز رنگ مشخص کنید.
4. ستون های اصلی را با مربع توپرمشکی مشخص کنید

توجه: شما باید نقاط خطر را با کارهایی که انجام می دهید (خطر غیرسازه ای) برطرف کنید.

### روش رسم نقشه خطر سیل
1. محدوده منطقه یا محله زندگی خود را با خطوط ساده مشخص کنید.
2. نقاط مهم منطقه یا محل زندگیتان (مانند مسجد , مدرسه , بزرگراه , پل و ...) را مشخص کنید.
3. مسیر سیل احتمالی را با فلش قرمز رنگ , نقاط امن را با دایره سبز رنگ و مسیر فرار از خطر را با فلش آبی رنگ نشان دهید.[۲]

## نقشه خطر بلایای خانه ما
من نقشه خطر بلایای هنگام زلزله خانه خودمان را رسم کردم تا در هنگام زلزله جان خود و خانواده ام حفظ شود و دچار ترس نشویم و خونسردی مان را حفظ کنیم. امیدوارم شما هم با استفاده از مراحل بالا طرحی از خانه خودتان بکشید و نقاط حساس را مشخص کنید.
1. ↑  سایت جمعیت هلال احمر جمهوری اسلامی ایران
2. ↑  کتاب آمادگی دفاعی دهم